# Giro d’Italia 2024/13. Etappe
Die 13. Etappe des Giro d’Italia 2024 fand am 17. Mai 2024 statt. Sie führte die 107. Austragung des italienischen Etappenrennens weg von der Küste ins Landesinnere der Emilia-Romagna. Der Start erfolgte in Riccione, ehe die 179 Kilometer lange Etappe in Cento zu Ende ging. Nach der Etappe hatten die Fahrer insgesamt 2142,6 Kilometer zurückgelegt, was 64,59 % der Gesamtdistanz entspricht. Die Organisatoren der Rundfahrt bewerteten die Schwierigkeit der Etappe mit einem von fünf Sternen.
Den Etappensieg sicherte sich der Italiener Jonathan Milan (Lidl-Trek) im Massensprint vor Stanisław Aniołkowski (Cofidis) und Phil Bauhaus (Bahrain Victorious). Tadej Pogačar (UAE Team Emirates) verteidigte die Maglia Rosa.

## Streckenverlauf
Der neutralisierte Start erfolgte in Riccione auf dem Piazzale Roma Riccione vor dem Fontana Bosco della Pioggia. Über die Viale Dante und Viale Gabriele D’Annunzio führte die Strecke im Anschluss in Richtung Norden, ehe das Rennen nach 3500 Metern auf Letzter nahe der Colonia Marina Bolognese freigegeben wurde.
Kurz nach dem offiziellen Start führte die Strecke vorbei an Rimini ins Landesinnere. Über Santarcangelo di Romagna ging es nach Cesena, ehe kurz nach Forlì in Villanova der erste Zwischensprint bei Kilometer 65,8 erfolgte. Auf weiterhin flachen Straßen wurde nun Faenza durchfahren, bevor der zweite Zwischensprint nach 95,1 Kilometern in Lugo ausgefahren wurde. Wenig später erfolgte der dritte Zwischensprint bei Kilometer 113,3 in Conselice. Im Finale gelangten die Fahrer über Molinella, Baricella, Altedo, San Pietro in Casale und Pieve di Cento nach Cento. Zwei Kilometer vor dem Ziel wurde die Ponte Vecchio überquert, ehe die kurvenreiche Via I Maggio erreicht wurde. Rund 500 Meter vor dem Ziel bogen die Fahrer rechts auf die Via Ferrarese ab, auf der sich der Zielstrich befand.
|                       | Ort                                      | Kilometer |
| --------------------- | ---------------------------------------- | --------- |
| neutralisierter Start | Riccione (Piazzale Roma Riccione)        | −3,5      |
| offizieller Start     | Martinsicuro (Viale Gabriele D’Annunzio) | 0         |
| Zwischensprint (S)    | Villanova                                | 65,8      |
| Zwischensprint (I)    | Lugo                                     | 95,1      |
| Zwischensprint (S)    | Conselice                                | 113,3     |
| Ziel                  | Francavilla al Mare                      | 179       |

## Rennverlauf
Unmittelbar nach dem Start setzten sich mit  Alessandro Tonelli, Manuele Tarozzi (beide VF Group-Bardiani CSF-Faizanè) und Andrea Pietrobon (Polti Kometa) drei Fahrer vom Hauptfeld ab. Das Trio fuhr einen maximalen Vorsprung von rund drei Minuten heraus. In Villanova setzte sich Andrea Pietrobon beim Zwischensprint vor seinen beiden Begleitern durch, ehe Jonathan Milan (Lidl-Trek) die meisten Punkte im Hauptfeld vor Filippo Fiorelli (VF Group-Bardiani CSF-Faizanè) und Kaden Groves (Alpecin-Deceuninck) holte. Beim zweiten Zwischensprint war es Kaden Groves, der sich als Vierter aus dem Peloton die meisten Punkte im Peloton sicherte, während Jonathan Milan punktelos blieb. Manuele Tarozzi überquerte den Intergiro Sprint als Erster, ehe Andrea Pietrobon über den dritten Zwischensprint führte.
Rund 60 Kilometer vor dem Ziel nutzten sie Ineos Grenadiers die starken Seitenwind-Verhältnisse, um das Peloton in zwei Gruppen zu teilen. Während der gesamtführende Tadej Pogačar (UAE Team Emirates) stets Teil der ersten Gruppe war, wurde Jonathan Milan abgehängt. Nach rund 20 Kilometern schlossen sich die beiden Gruppen jedoch wieder zusammen. Die Tempoverschärfung hatte jedoch dazu geführt, dass die Ausreißergruppe bereits 50 Kilometer vor dem Ziel eingeholt worden war, weshalb es erneut zu Angriffen im Hauptfeld kam. Mit Dries De Pooter (Intermarché-Wanty) und Matteo Marcellusi (VF Group-Bardiani CSF-Faizanè) setzten sich zwei Fahrer vom Peloton ab, die jedoch 15 bzw. 9 Kilometer vor dem Ziel wieder gestellt wurden. Im Hauptfeld kam es zu einem Massensturz, in den auch Filippo Zana (Jayco AlUla), Esteban Chaves (EF Education-EasyPost) und Nairo Quintana (Movistar) verwickelt waren. Alle gestürzten Fahrer konnten das Rennen jedoch fortsetzen. Im Massensprint setzte sich schlussendlich Jonathan Milan vor Stanisław Aniołkowski (Cofidis) und Phil Bauhaus (Bahrain Victorious) durch.
In der Gesamtwertung kam es zu keinen nennenswerten Veränderungen. Tadej Pogačar (UAE Team Emirates) verteidigte das Rosa Trikot und lag weiterhin zwei Minuten und 40 Sekunden vor Daniel Felipe Martínez (Bora-hansgrohe). Geraint Thomas (Ineos Grenadiers) wies als Gesamtdritter einen Rückstand von zwei Minuten und 56 Sekunden auf. Antonio Tiberi (Bahrain Victorious) verteidigte seine Führung in der Nachwuchswertung und Tadej Pogačar führte weiterhin die Bergwertung an. In der Punktewertung baute Jonathan Milan (Lidl-Trek) seine Führung mit seinem dritten Etappensieg auf über 100 Punkte aus. In der Mannschaftswertung verteidigte das Decathlon AG2R La Mondiale Team die erste Position. Alle 154 Starter erreichten das Ziel.

## Ergebnis
| \| Etappenergebnis \| Etappenergebnis \| Etappenergebnis \| Etappenergebnis \| Etappenergebnis \| \| Fahrer \| Fahrer \| Land \| Team \| Zeit \| \| --------------- \| --------------------- \| --------------- \| -------------------------- \| --------------- \| \| 1. \| Jonathan Milan \| Italien \| Lidl-Trek \| 4 h 02 min 03 s \| \| 2. \| Stanisław Aniołkowski \| Polen \| Cofidis \| + 0 s \| \| 3. \| Phil Bauhaus \| Deutschland \| Bahrain Victorious \| + 0 s \| \| 4. \| Tim van Dijke \| Niederlande \| Team Visma \\| Lease a Bike \| + 0 s \| \| 5. \| Hugo Hofstetter \| Frankreich \| Israel-Premier Tech \| + 0 s \| \| 6. \| Fernando Gaviria \| Kolumbien \| Movistar Team \| + 0 s \| \| 7. \| Sebastián Molano \| Kolumbien \| UAE Team Emirates \| + 0 s \| \| 8. \| Laurence Pithie \| Neuseeland \| Groupama-FDJ \| + 0 s \| \| 9. \| Giovanni Lonardi \| Italien \| Team Polti Kometa \| + 0 s \| \| 10. \| Alberto Dainese \| Italien \| Tudor Pro Cycling Team \| + 0 s \| |                       |             |                            |                 |
| |                       |             |                            |                 |
| Quellen: ProCyclingStats Cycling Quotient |                       |             |                            |                 |
| Etappenergebnis |                       |             |                            |                 |
| Fahrer | Fahrer                | Land        | Team                       | Zeit            |
| 1. | Jonathan Milan        | Italien     | Lidl-Trek                  | 4 h 02 min 03 s |
| 2. | Stanisław Aniołkowski | Polen       | Cofidis                    | + 0 s           |
| 3. | Phil Bauhaus          | Deutschland | Bahrain Victorious         | + 0 s           |
| 4. | Tim van Dijke         | Niederlande | Team Visma \| Lease a Bike | + 0 s           |
| 5. | Hugo Hofstetter       | Frankreich  | Israel-Premier Tech        | + 0 s           |
| 6. | Fernando Gaviria      | Kolumbien   | Movistar Team              | + 0 s           |
| 7. | Sebastián Molano      | Kolumbien   | UAE Team Emirates          | + 0 s           |
| 8. | Laurence Pithie       | Neuseeland  | Groupama-FDJ               | + 0 s           |
| 9. | Giovanni Lonardi      | Italien     | Team Polti Kometa          | + 0 s           |
| 10. | Alberto Dainese       | Italien     | Tudor Pro Cycling Team     | + 0 s           |

## Gesamtstände
| \| Gesamtwertung \| Gesamtwertung \| Gesamtwertung \| Gesamtwertung \| Gesamtwertung \| \| Fahrer \| Fahrer \| Land \| Team \| Zeit \| \| ------------- \| ---------------------- \| ---------------------- \| -------------------------- \| ---------------- \| \| 1. \| Tadej Pogačar \| Slowenien \| UAE Team Emirates \| 49 h 24 min 38 s \| \| 2. \| Daniel Felipe Martínez \| Kolumbien \| Bora-Hansgrohe \| + 2 min 40 s \| \| 3. \| Geraint Thomas \| Vereinigtes Königreich \| Ineos Grenadiers \| + 2 min 56 s \| \| 4. \| Ben O’Connor \| Australien \| Decathlon-AG2R La Mondiale \| + 3 min 39 s \| \| 5. \| Antonio Tiberi \| Italien \| Bahrain Victorious \| + 4 min 27 s \| \| 6. \| Romain Bardet \| Frankreich \| Team dsm-firmenich PostNL \| + 4 min 57 s \| \| 7. \| Lorenzo Fortunato \| Italien \| Astana Qazaqstan Team \| + 5 min 19 s \| \| 8. \| Filippo Zana \| Italien \| Team Jayco AlUla \| + 5 min 23 s \| \| 9. \| Einer Rubio \| Kolumbien \| Movistar Team \| + 5 min 28 s \| \| 10. \| Thymen Arensman \| Niederlande \| Ineos Grenadiers \| + 5 min 52 s \| |                        |                        |                            |                  |
| |                        |                        |                            |                  |
| Quellen: ProCyclingStats Cycling Quotient |                        |                        |                            |                  |
| Gesamtwertung |                        |                        |                            |                  |
| Fahrer | Fahrer                 | Land                   | Team                       | Zeit             |
| 1. | Tadej Pogačar          | Slowenien              | UAE Team Emirates          | 49 h 24 min 38 s |
| 2. | Daniel Felipe Martínez | Kolumbien              | Bora-Hansgrohe             | + 2 min 40 s     |
| 3. | Geraint Thomas         | Vereinigtes Königreich | Ineos Grenadiers           | + 2 min 56 s     |
| 4. | Ben O’Connor           | Australien             | Decathlon-AG2R La Mondiale | + 3 min 39 s     |
| 5. | Antonio Tiberi         | Italien                | Bahrain Victorious         | + 4 min 27 s     |
| 6. | Romain Bardet          | Frankreich             | Team dsm-firmenich PostNL  | + 4 min 57 s     |
| 7. | Lorenzo Fortunato      | Italien                | Astana Qazaqstan Team      | + 5 min 19 s     |
| 8. | Filippo Zana           | Italien                | Team Jayco AlUla           | + 5 min 23 s     |
| 9. | Einer Rubio            | Kolumbien              | Movistar Team              | + 5 min 28 s     |
| 10. | Thymen Arensman        | Niederlande            | Ineos Grenadiers           | + 5 min 52 s     |

| Punktewertung | Punktewertung      | Punktewertung | Punktewertung                 | Punktewertung |
| Fahrer        | Fahrer             | Land          | Team                          | Punkte        |
| ------------- | ------------------ | ------------- | ----------------------------- | ------------- |
| 1.            | Jonathan Milan     | Italien       | Lidl-Trek                     | 284 P.        |
| 2.            | Kaden Groves       | Australien    | Alpecin-Deceuninck            | 174 P.        |
| 3.            | Tim Merlier        | Belgien       | Soudal Quick-Step             | 93 P.         |
| 4.            | Filippo Fiorelli   | Italien       | VF Group-Bardiani CSF-Faizanè | 86 P.         |
| 5.            | Andrea Pietrobon   | Italien       | Team Polti Kometa             | 86 P.         |
| 6.            | Julian Alaphilippe | Frankreich    | Soudal Quick-Step             | 74 P.         |
| 7.            | Phil Bauhaus       | Deutschland   | Bahrain Victorious            | 70 P.         |
| 8.            | Jhonatan Narváez   | Ecuador       | Ineos Grenadiers              | 63 P.         |
| 9.            | Tadej Pogačar      | Slowenien     | UAE Team Emirates             | 57 P.         |
| 10.           | Benjamin Thomas    | Frankreich    | Cofidis                       | 57 P.         |

| Bergwertung | Bergwertung            | Bergwertung            | Bergwertung                   | Bergwertung |
| Fahrer      | Fahrer                 | Land                   | Team                          | Punkte      |
| ----------- | ---------------------- | ---------------------- | ----------------------------- | ----------- |
| 1.          | Tadej Pogačar          | Slowenien              | UAE Team Emirates             | 104 P.      |
| 2.          | Simon Geschke          | Deutschland            | Cofidis                       | 59 P.       |
| 3.          | Valentin Paret-Peintre | Frankreich             | Decathlon-AG2R La Mondiale    | 55 P.       |
| 4.          | Daniel Felipe Martínez | Kolumbien              | Bora-Hansgrohe                | 52 P.       |
| 5.          | Lilian Calmejane       | Frankreich             | Intermarché-Wanty             | 32 P.       |
| 6.          | Romain Bardet          | Frankreich             | Team dsm-firmenich PostNL     | 32 P.       |
| 7.          | Geraint Thomas         | Vereinigtes Königreich | Ineos Grenadiers              | 22 P.       |
| 8.          | Andrea Piccolo         | Italien                | EF Education-EasyPost         | 18 P.       |
| 9.          | Filippo Fiorelli       | Italien                | VF Group-Bardiani CSF-Faizanè | 18 P.       |
| 10.         | Ben O’Connor           | Australien             | Decathlon-AG2R La Mondiale    | 17 P.       |

| Nachwuchswertung | Nachwuchswertung       | Nachwuchswertung   | Nachwuchswertung           | Nachwuchswertung |
| Fahrer           | Fahrer                 | Land               | Team                       | Zeit             |
| ---------------- | ---------------------- | ------------------ | -------------------------- | ---------------- |
| 1.               | Antonio Tiberi         | Italien            | Bahrain Victorious         | 49 h 29 min 05 s |
| 2.               | Filippo Zana           | Italien            | Team Jayco AlUla           | + 56 s           |
| 3.               | Thymen Arensman        | Niederlande        | Ineos Grenadiers           | + 1 min 25 s     |
| 4.               | Alex Baudin            | Frankreich         | Decathlon-AG2R La Mondiale | + 2 min 11 s     |
| 5.               | Davide Piganzoli       | Italien            | Team Polti Kometa          | + 7 min 03 s     |
| 6.               | Giovanni Aleotti       | Italien            | Bora-Hansgrohe             | + 9 min 48 s     |
| 7.               | Valentin Paret-Peintre | Frankreich         | Decathlon-AG2R La Mondiale | + 22 min 35 s    |
| 8.               | Mauri Vansevenant      | Belgien            | Soudal Quick-Step          | + 33 min 42 s    |
| 9.               | Edoardo Zambanini      | Italien            | Bahrain Victorious         | + 37 min 29 s    |
| 10.              | Kevin Vermaerke        | Vereinigte Staaten | Team dsm-firmenich PostNL  | + 38 min 41 s    |

| Mannschaftswertung | Mannschaftswertung            | Mannschaftswertung           | Mannschaftswertung |
| Team               | Team                          | Land                         | Zeit               |
| ------------------ | ----------------------------- | ---------------------------- | ------------------ |
| 1.                 | Decathlon-AG2R La Mondiale    | Frankreich                   | 148 h 27 min 57 s  |
| 2.                 | Ineos Grenadiers              | Vereinigtes Königreich       | + 2 min 13 s       |
| 3.                 | Bora-Hansgrohe                | Deutschland                  | + 20 min 31 s      |
| 4.                 | Astana Qazaqstan Team         | Kasachstan                   | + 25 min 22 s      |
| 5.                 | UAE Team Emirates             | Vereinigte Arabische Emirate | + 27 min 10 s      |
| 6.                 | VF Group-Bardiani CSF-Faizané | Italien                      | + 40 min 21 s      |
| 7.                 | EF Education-EasyPost         | Vereinigte Staaten           | + 47 min 16 s      |
| 8.                 | Movistar Team                 | Spanien                      | + 48 min 02 s      |
| 9.                 | Bahrain Victorious            | Bahrain                      | + 48 min 29 s      |
| 10.                | Team dsm-firmenich PostNL     | Niederlande                  | + 50 min 27 s      |